# Агеноэр, Ромен
Роме́н Агено́эр (фр. Romain Haguenauer; род. 16 июля 1976 года, Лион, Франция) — французский фигурист. Выступал в танцах на льду в паре со своей сестрой Марианн Агеноэр. После окончания соревновательной карьеры — хореограф и тренер по фигурному катанию.

## Биография
С пятилетнего возраста Агеноэр тренировался под руководством Мюриель Буше-Зазуи. В течение десяти лет он выступал совместно с сестрой, Марианн Агеноэр; в 1997 году они завершили спортивную карьеру. В 1998 году Ромен Агеноэр окончил Университет Клода Бернара со степенью магистра естественных наук, спорта и физического воспитания. В течение года он преподавал в одной из средних школ родного города, подрабатывая тренером по фигурному катанию.
В 1999 году Агеноэр стал лицензированным тренером. Более десяти лет он работал вместе со своим бывшим наставником Мюриель Буше-Зазуи в клубе «Le Club des Sports de Glace de Lyon». Ромен Агеноэр тренировал Марину Анисину и Гвендаля Пейзера в конце их карьеры. Затем Ромен обучал Изабель Делобель и Оливье Шенфельдера, Натали Пешала и Фабьяна Бурза, а также Мари-Франс Дюбрёй и Патриса Лозона.
В соавторстве с Александром Наварро бывший фигурист написал детскую книгу о фигурном катании «Le p'tit ABC du patinage».
В 2014 году Агеноэр переехал в Канаду, где вместе с бывшими подопечными Дюбрёй и Лозоном стал соучредителем «Ледовой академии Монреаля» (Ice Academy of Montreal). Ромен Агеноэр наиболее известен как один из тренеров пятикратных чемпионов мира и олимпийских чемпионов 2022 года Габриэллы Пападакис и Гийома Сизерона из Франции. Канадцы Тесса Вертью и Скотт Моир под руководством Агеноэра, Дюбрёй и Лозона становились чемпионами мира и олимпийскими чемпионами 2018 года. Вместе они также тренировали ведущие американские танцевальные пары — Мэдисон Хаббелл и Закари Донохью, а также Мэдисон Чок с Эваном Бейтсом.
Известно, что Агеноэр состоит в браке с Джамалом Отманом — швейцарским фигуристом, участником Олимпийских игр.

## Результаты
В паре с Марианн Агеноэр
| Соревнования                | 92/93         | 93/94         | 94/95         | 95/96         | 96/97         |
| Международные               | Международные | Международные | Международные | Международные | Международные |
| --------------------------- | ------------- | ------------- | ------------- | ------------- | ------------- |
| Гран-при Франции            |               |               |               | 8             |               |
| Мемориал Карла Шефера       |               |               |               | 4             |               |
| Мемориал Ондрея Непелы      |               |               |               | 1             |               |
| PFSA Trophy                 |               |               |               |               | 3             |
| Международные среди юниоров |               |               |               |               |               |
| Чемпионат мира              |               |               | 8             |               |               |
| Pokal der Blauen Schwerter  |               |               | 3             |               |               |
| PFSA Trophy                 | 3             |               |               |               |               |
| Ukrainian Souvenir          | 3             |               |               |               |               |